# Chajka Grossman
Chajka Grossman-Orkin (ur. 20 listopada 1919 w Białymstoku, zm. 26 maja 1996 w  kibucu Ewron) – izraelska polityk, posłanka do Knesetu. W młodości działaczka ruchu syjonistycznego w Europie, partyzantka, organizatorka i uczestniczka powstań w gettach w Polsce i na Litwie.

## Życiorys
Urodziła się w Białymstoku. Jako nastolatka wstąpiła do Ha-Szomer Ha-Cair, socjalistyczno-syjonistycznego ruchu młodzieżowego. Jako jego lider w Polsce, została wysłana do Brześcia Litewskiego, w celu zorganizowania działalności tegoż ruchu w mieście i okolicy.
Po wybuchu II wojny światowej, przeniosła się do Wilna, gdzie udzielała się w kierownictwie podziemnego Ha-Szomer Ha-Cair. Po hitlerowskiej inwazji na Związek Radziecki w 1941 roku, wróciła do Białegostoku, gdzie konspirowała w getcie. Na podstawie podrobionych polskich dokumentów na nazwisko Halina Woranowicz, krążyła jako kurier między gettami w Białymstoku, Wilnie, Lublinie i Warszawie. Polska tożsamość pozwoliła jej kontaktować się z formującym się oddziałami partyzanckimi w lasach Polski i Litwy oraz kupować i przemycać broń do getta. W 1943 roku wybuchło powstanie w getcie białostockim. Początkowo brała udział w walkach ulicznych, następnie opuściła getto, aby organizować ratunek dla ocalałych i pomagać w przedostaniu się do grup partyzanckich stacjonujących w pobliskich lasach.
Po wojnie pracowała w Centralnym Komitecie Żydów Polskich, który opiekował się setkami tysięcy uchodźców i ocalałych Żydów. W 1948 została odznaczona Orderem Krzyża Grunwaldu III klasy.
Wyemigrowała do Palestyny w 1948 roku. W 1949 roku napisała książkę Ludzie podziemia i wyszła za mąż za Me’ira Orkina. W tym samym roku urodziła pierwszą córkę.
Była sekretarzem hajfijskiego oddziału Mapam (Zjednoczonej Partii Robotniczej). W latach 1969–1981, a następnie 1984–1988 był członkinią Knesetu z list Koalicji Pracy. Jako parlamentarzystka skupiła się na kwestiach społecznych i sprawach kobiet.
10 kwietnia 1977 wraz Jehudą Dranickim, Aharonem Efratem, Eli’ezerem Ronenem, Me’irem Talmim i Dowem Zakinem opuściła Koalicję Pracy zakładając frakcję Mapam. Po dwóch dniach rozłamowcy powrócili do Koalicji Pracy.
22 października 1984 wraz z Elazarem Granotem, Amirą Sartani, Wiktorem Szem-Towem, Ja’irem Cabanem i Muhammadem Watadem opuściła Koalicję Pracy zakładając frakcję Mapam i pozostała w niej do końca kadencji.
W 1993 roku zapadła w śpiączkę, która trwała trzy lata, aż do jej śmierci 26 maja 1996 roku.